# Хейз, Джексон
Джексон Рид Хейз (англ. Jaxson Reed Hayes; родился 23 мая 2000 года в Нормане, штат Оклахома, США) — американский профессиональный баскетболист, игрок команды НБА «Лос-Анджелес Лейкерс». На студенческом уровне играл за «Техас».

## Студенческая карьера

### Техас Лонгхорнс
В дебютном сезоне за команду Университета Техаса набирал в среднем 10,0 очков, делал 5,0 подборов и совершал 2,2 блок-шота. По итогам сезона попал во вторую сборную звёзд конференции Big 12 и был признан новичком года конференции.

## Карьера в НБА

### Нью-Орлеан Пеликанс (2019—2023)
20 июня 2019 года был выбран на драфте НБА 2019 года под 8-м номером командой «Атланта Хокс», а затем его права были переданы команде «Нью-Орлеан Пеликанс» вместе с правами на Никейла Александера-Уокера и Маркоса Лузада Силва на права на Де’Андре Хантера.
Хейз дебютировал в НБА за «Пеликанс» 10 октября 2019 года, набрав 19 очков против «Голден Стэйт Уорриорз». 17 ноября он впервые в карьере вышел в старте вместо травмированного Деррика Фейворса, оформив свой первый дабл-дабл с 10 очками и 10 подборами, а также 3 блоками в победе над «Уорриорз». 9 января 2020 года Хейз оформил свой второй дабл-дабл в НБА, набрав 14 очков и добавив 12 подборов, а также 4 блока за 24 минуты игры. Несколько дней спустя Хейз набрал 18 очков и 10 подборов в победе над «Нью-Йорк Никс», впервые в своей карьере в НБА оформив дабл-дабл в двух матчах подряд. На следующий вечер Хейз набрал максимальные в карьере 20 очков против «Бостон Селтикс».
7 мая 2021 года Хейз набрал максимальные в сезоне 19 очков в поражении от «Филадельфии Севенти Сиксерс». 14 мая он повторил этот результат в поражении от «Голден Стэйт Уорриорз».
В начале сезона 2021/22 Хейз получал минимальное игровое время. 6 декабря 2021 года «Пеликанс» направили его в свой филиал в Джи-Лиге НБА, «Бирмингем Сквадрон». Через два дня Хейз был отозван из Джи-Лиги. 1 января 2022 года Хейз набрал максимальные за сезон 23 очка, а также семь подборов в поражении от «Милуоки Бакс». Он снова набрал 23 очка и 12 подборов 5 апреля 2022 года во время победы над «Сакраменто Кингз», которая помогла «Пеликанс» выйти в плей-ин. Во второй половине сезона Хейз перешел в стартовый состав и набирал в среднем 10,7 очка и 5,7 подбора за игру в последних 23 матчах сезона. После побед над «Сан-Антонио Сперс» и «Лос-Анджелес Клипперс» «Пеликанс» впервые с 2018 года вышли в плей-офф.
В первом раунде плей-офф «Пеликанс» встретились с «Финикс Санз». 22 апреля 2022 года, во время проигрыша в третьей игре, Хейз был удален с поля после получения второго грубого фола за толчок форварда «Санз» Джея Краудера. Хейз закончил игру с четырьмя очками и шестью подборами всего за десять минут игры. В итоге «Пеликанс» проиграли серию в шести матчах.

### Лос-Анджелес Лейкерс (2023—настоящее время)
6 июля 2023 года Хейз подписал контракт с «Лос-Анджелес Лейкерс».

## Статистика

### Статистика в НБА
| Сезон                                                                                    | Команда    | Регулярный сезон | Регулярный сезон | Регулярный сезон | Регулярный сезон | Регулярный сезон | Регулярный сезон | Регулярный сезон | Регулярный сезон | Регулярный сезон | Регулярный сезон | Регулярный сезон | Серия плей-офф | Серия плей-офф | Серия плей-офф | Серия плей-офф | Серия плей-офф | Серия плей-офф | Серия плей-офф | Серия плей-офф | Серия плей-офф | Серия плей-офф | Серия плей-офф |
| Сезон                                                                                    | Команда    | GP               | GS               | MPG              | FG%              | 3P%              | FT%              | RPG              | APG              | SPG              | BPG              | PPG              | GP             | GS             | MPG            | FG%            | 3P%            | FT%            | RPG            | APG            | SPG            | BPG            | PPG            |
| ---------------------------------------------------------------------------------------- | ---------- | ---------------- | ---------------- | ---------------- | ---------------- | ---------------- | ---------------- | ---------------- | ---------------- | ---------------- | ---------------- | ---------------- | -------------- | -------------- | -------------- | -------------- | -------------- | -------------- | -------------- | -------------- | -------------- | -------------- | -------------- |
| 2019/20                                                                                  | Нью-Орлеан | 64               | 14               | 16,9             | 66,9             | 25,0             | 64,7             | 4,1              | 0,9              | 0,4              | 0,9              | 7,4              | Не участвовал  | Не участвовал  | Не участвовал  | Не участвовал  | Не участвовал  | Не участвовал  | Не участвовал  | Не участвовал  | Не участвовал  | Не участвовал  | Не участвовал  |
| 2020/21                                                                                  | Нью-Орлеан | 60               | 3                | 16,1             | 62,5             | 42,9             | 77,5             | 4,3              | 0,6              | 0,4              | 0,6              | 7,5              | Не участвовал  | Не участвовал  | Не участвовал  | Не участвовал  | Не участвовал  | Не участвовал  | Не участвовал  | Не участвовал  | Не участвовал  | Не участвовал  | Не участвовал  |
| 2021/22                                                                                  | Нью-Орлеан | 70               | 28               | 20,0             | 61,6             | 35,1             | 76,6             | 4,5              | 0,6              | 0,5              | 0,8              | 9,3              | 6              | 6              | 13,8           | 56,0           | 0,0            | 63,6           | 2,5            | 0,2            | 0,0            | 0,3            | 5,8            |
| 2022/23                                                                                  | Нью-Орлеан | 47               | 2                | 13,0             | 55,1             | 10,3             | 69,9             | 2,8              | 0,7              | 0,4              | 0,4              | 5,0              | Не участвовал  | Не участвовал  | Не участвовал  | Не участвовал  | Не участвовал  | Не участвовал  | Не участвовал  | Не участвовал  | Не участвовал  | Не участвовал  | Не участвовал  |
| 2023/24                                                                                  | Лейкерс    | 70               | 5                | 12,5             | 72,0             | 0,0              | 62,2             | 3,0              | 0,5              | 0,5              | 0,4              | 4,3              | 4              | 0              | 6,0            | 0,0            | -              | 50,0           | 3,0            | 0,3            | 0,0            | 0,0            | 0,3            |
|                                                                                          | Всего      | 311              | 52               | 15,8             | 63,5             | 26,8             | 70,7             | 3,8              | 0,6              | 0,4              | 0,6              | 6,8              | 10             | 6              | 10,7           | 51,9           | 0,0            | 61,5           | 2,7            | 0,2            | 0,0            | 0,2            | 3,6            |
| Наведите курсор мыши на аббревиатуры в заголовке таблицы, чтобы прочесть их расшифровку. |            |                  |                  |                  |                  |                  |                  |                  |                  |                  |                  |                  |                |                |                |                |                |                |                |                |                |                |                |

### Статистика в NCAA
| Сезон | Команда | Conf   | Class | GP | GS | MPG  | FG%  | 3P% | FT%  | RPG | APG | SPG | BPG | PPG  |
| --- | ------- | ------ | ----- | -- | -- | ---- | ---- | --- | ---- | --- | --- | --- | --- | ---- |
| 2018/19 | Техас   | Big 12 | FR    | 32 | 21 | 23,3 | 72,8 |     | 74,0 | 5,0 | 0,3 | 0,6 | 2,2 | 10,0 |
| Всего | Всего   | Всего  | Всего | 32 | 21 | 23,3 | 72,8 |     | 74,0 | 5,0 | 0,3 | 0,6 | 2,2 | 10,0 |
| Наведите курсор мыши на аббревиатуры в заголовке таблицы, чтобы прочесть их расшифровку Статистика приведена с сайта sports-reference.com |         |        |       |    |    |      |      |     |      |     |     |     |     |      |